# USS Essex (CV-9)
USS Essex (CV-9) (następnie CVA-9 i CVS-9) – amerykański lotniskowiec z okresu II wojny światowej i wojny koreańskiej. Pierwszy okręt typu Essex.

## Historia

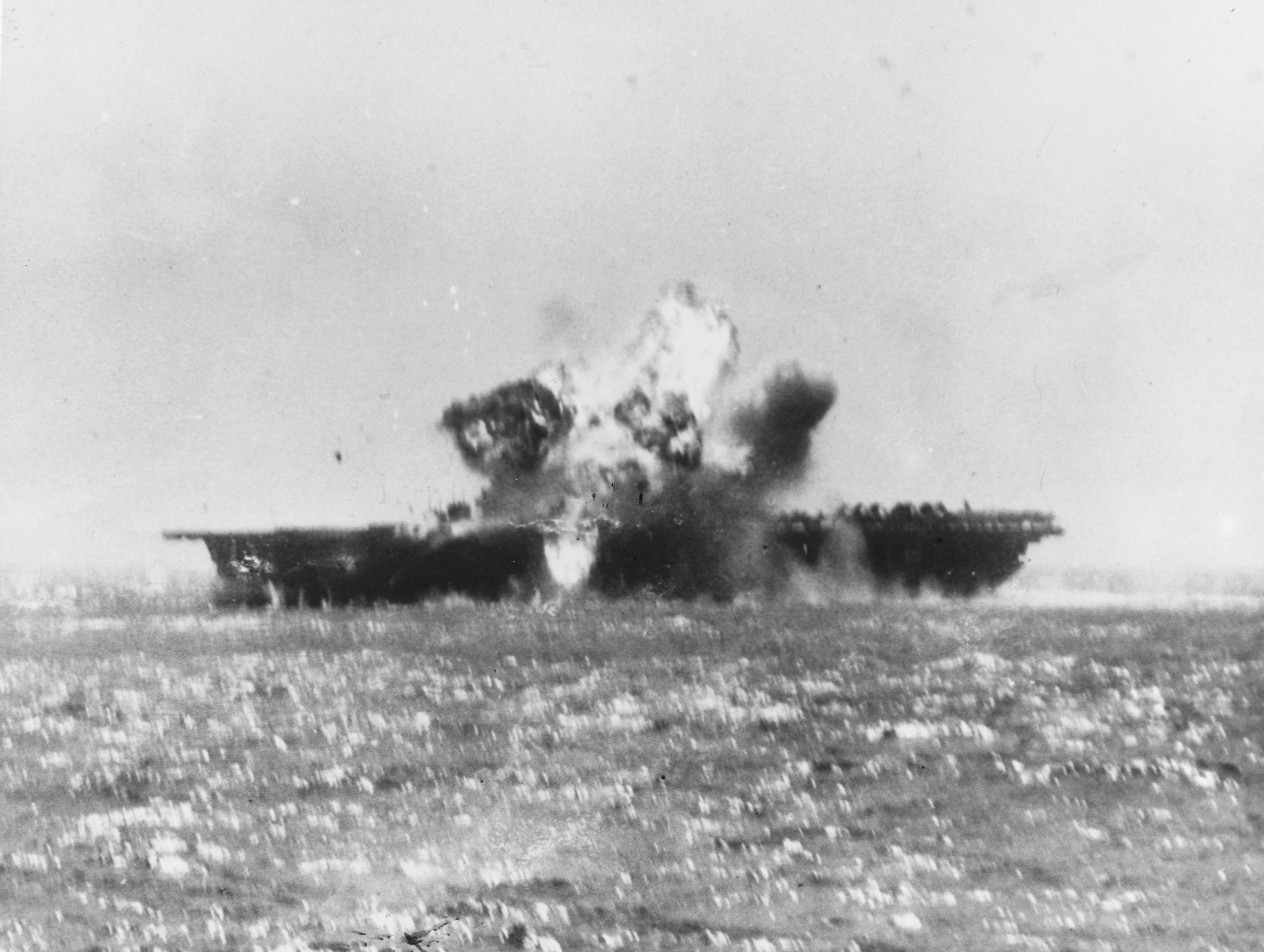
Japoński kamikaze eksploduje po uderzeniu w lotniskowiec USS "Essex" 25 listopada 1944 roku

Stępkę pod USS "Essex" położono 28 kwietnia 1941 w stoczni Newport News. Wodowanie miało miejsce 31 lipca 1942, a oddanie do służby nastąpiło 31 grudnia 1942. Po wejściu do służby okręt udał się na Pacyfik, gdzie wziął aktywny udział w walkach z Japończykami. 
Swój szlak bojowy rozpoczął od akcji w rejonie wyspy Marcus i Wake a następnie wziął udział w walkach o Wyspy Gilberta. W styczniu 1944 wspierał desant na Wyspy Marshalla, a następnie wspierał ataki na Truk, Saipan, Tinian i Guam.
W marcu 1944 "Essex" powrócił do Stanów Zjednoczonych na remont po którym powrócił w rejon walk. W październiku 1944 atakował Okinawę i Formozę, a następnie wziął udział w bitwie w Zatoce Leyte. 25 listopada został zaatakowany przez samoloty kamikaze w wyniku czego został znacznie uszkodzony, a na jego pokładzie zginęło 15 osób.
Następnie do końca wojny okręt uczestniczył w atakach na siły japońskie, a jego samoloty pokładowe wspierały desanty na Iwo Jimę i Okinawę.
7 stycznia 1947 okręt został wycofany ze służby i skierowany do rezerwy. W tym czasie okręt poddano gruntownej przebudowie obejmującej m.in. pokład startowy i nadbudówkę. Ponowne wejście do służby nastąpiło 16 stycznia 1951. Okręt przenoszący na pokładzie m.in. dwusilnikowe samoloty odrzutowe F2H Banshee wziął udział w wojnie koreańskiej.
W 1960 "Essex" został przebudowany na lotniskowiec do zwalczania okrętów podwodnych. W październiku 1962 w związku z kryzysem kubańskim uczestniczył w blokadzie Kuby. 22 października 1968 był główna jednostką zabezpieczającą powrót z orbity astronautów z misji Apollo 7.
USS "Essex" został wycofany ze służby 30 czerwca 1969 i pomimo prób uczynienia z niego muzeum sprzedany  ostatecznie na złom w czerwcu 1975.

## Linki zewnętrzne

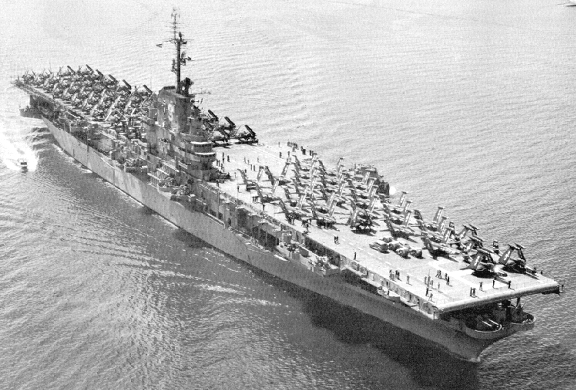
USS "Essex" po modernizacji SCB-27